# Canile

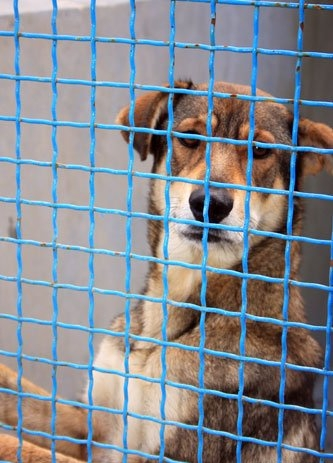
Un cane in un canile

Un canile è una struttura dove si tengono cani o altri animali d'affezione.
Storicamente, i canili erano anche luoghi di allevamento e selezione dei cani stessi. Oggi con canile s'intende perlopiù il canile municipale, la struttura che accoglie cani randagi o malati, la cui gestione è affidata al comune.
La legge 281 del 14 agosto 1991 promuove la ristrutturazione e il risanamento dei canili municipali e la creazione di rifugi per cani, senza entrare nel merito di quale sia l'esatta distinzione tra i due tipi, demandando di fatto alle regioni l'esatta definizione di essi. In generale si può dire che le regioni considerano oggi il canile municipale tradizionale come canile sanitario o canile di prima accoglienza, identificando nel rifugio il luogo più adatto per il soggiorno permanente dell'animale.
I canili accolgono cani vaganti ritrovati o catturati; una volta ricoverati, non possono generalmente essere soppressi; se dotati di tatuaggio debbono essere restituiti al proprietario o detentore; la legge prevede in caso di animale gravemente malato, animale incurabile,  o comprovata pericolosità, la soppressione. La legge, tuttora in vigore, incontra la ferma opposizione delle organizzazioni animaliste.